# Podbořanský Rohozec
Podbořanský Rohozec là một làng thuộc huyện Louny, vùng Ústecký, Cộng hòa Séc.